# Servizi del traffico aereo
I servizi di traffico aereo (air traffic services), o ATS, sono servizi erogati al traffico aereo da un fornitore di servizi di navigazione aerea o ANSP (air navigation service provider) per la sicurezza e la regolarità del traffico aereo. Ai sensi dell'art. 691 del Codice della navigazione e della regolamentazione internazionale fanno parte dei servizi di navigazione aerea. In Italia sono forniti da ENAV, dall'Aeronautica Militare e su alcuni aeroporti non controllati, ma presso cui è fornito il Servizio Informazioni Volo Aeroportuale,  da alcuni ANSPS appositamente designati dall'Ente nazionale per l'aviazione civile.

## Servizi offerti
I servizi di traffico aereo sono:
- servizio di controllo del traffico aereo
- servizio Informazioni Volo, incluso il servizio Informazioni Volo Aeroportuale
- servizio consultivo per il traffico aereo
- servizio di allarme

## Obiettivi
Gli obiettivi dei servizi del traffico aereo sono:
- prevenire le collisioni fra aeromobili
- prevenire le collisioni fra aeromobili sull'area di manovra ed ostacoli presenti sulla stessa
- accelerare e mantenere un ordinato  flusso del traffico aereo
- fornire consigli ed informazioni utili per la sicura ed efficiente condotta dei voli
- notificare agli appropriati Enti notizie, circa gli aeromobili che necessitano di ricerca e soccorso ed assistere tali enti come necessario.

Tra gli obiettivi, non viene incluso quello di prevenire le collisioni col terreno, in quanto le procedure stabilite non esimono i piloti dalla responsabilità di assicurarsi che qualsiasi autorizzazione emessa dagli Enti di controllo del traffico aereo sia sicura.
Uniche due eccezioni: il secondo obiettivo dei servizi ATS e durante il vettoramento radar di un volo IFR.